# 我的奋斗
《我的奮鬥》（德語：Mein Kampf）是德国元首兼纳粹黨黨魁阿道夫·希特勒於1925年出版的一部自传，融合了其政治意识形态，在当时的德國引起了巨大反响，并成为日后德国纳粹党的思想纲领。這本書有「世界上最危險的書」之稱。本书讲述了希特勒的生活经历及其世界观，最核心的思想为宣扬德国与奥地利合并及反犹太主义。在納粹德國戰敗后，此书因宣扬纳粹主义思想而在不少国家的出版发行受到法律的约束。作为希特勒生前出版的唯一一本书，《我的奋斗》在世界范围内都相当著名，其续篇《第二本书》则是在第二次世界大战之后出版的。

## 创作背景
希特勒在中学时就接触到了民族主义思想，浪迹维也纳期间同时阅读了大量宣传种族优越的书籍，故其立志为德国的复兴而奋斗。回到德国之后，希特勒加入了德国工人党（纳粹党的前身）以期能实现其政治理想，并于1921年出任党魁。
在1923年11月的啤酒馆政变失败后，希特勒以叛国罪被捕，判处5年有期徒刑，并关进巴伐利亚州莱希河畔兰茨贝格的兰茨贝格監獄。
在监狱期间，希特勒用口述的方式完成了全书的上册，负责记录的鲁道夫·赫斯日后成为了希特勒的副手。不過亦有觀點（如史學家Othmar Plöckinger）認為由於鲁道夫·赫斯根本不會使用雷明頓牌打字機，因此該書上冊應為希特勒本人自書。1924年12月，根据巴伐利亞邦最高法院的判决，希特勒获得假释机会并很快出狱。出狱后希特勒又创作了全书的下册，并最终于1925年由Eher Verlag出版社出版。由于部分内容为根据希特勒口述整理，经常会出现前后文毫无关联的情况。
希特勒最初起的书名为《四年以来同谎言、愚蠢和胆怯的斗争》（德語：Viereinhalb Jahre (des Kampfes) gegen Lüge, Dummheit und Feigheit），但在出版社的建议下改为现名。
许多译者曾提到希特勒的《我的奋斗》原文语言质量十分拙劣。2021年法语评论版的译者奥利维尔·曼诺尼（Olivier Mannoni）表示，德文原文是“一团乱麻，翻译起来会把人逼疯”，并表示之前的译文已经对书中的语言做了修正，这让人错误地以为希特勒是一个“有文化的人”，有“连贯且语法正确的推理”。他还说：“对我来说，把这些文字变优雅是一种犯罪。”曼诺尼的评论与1943年首次翻译该书的拉尔夫·曼海姆（Ralph Manheim）的评论类似。曼海姆在该版的前言中写道：“在希特勒的措辞挑战读者辨识力之处，我会在注释中引用德文原文。”威廉·S·施拉姆（William S. Schlamm）在《纽约时报》上评论了曼海姆的译本，他也有同样的评价，认为希特勒的文字质量低劣，无法连贯地表达自己的观点，他写道：“与思想没有丝毫相似之处，几乎没有语言的痕迹。”

## 内容

### 目錄
| 上册：奮鬥的回顧 1. 我的家庭 2. 在維也納苦學 3. 在維也納所得的政見 4. 在慕尼黑 5. 世界大戰 6. 戰爭宣傳 7. 革命 8. 我政治生活的開始 9. 德國工人黨 10. 舊帝國崩潰的徵兆 11. 民族和種族 12. 民族社會主義 | 下册：民族社會主義運動 1. 世界觀和政黨 2. 國家 3. 公民和國民 4. 人格和民族國家的觀念 5. 世界觀和組織 6. 初期的奮鬥一演說的功效 7. 和共產黨的奮鬥 8. 強者的獨裁便成為最強者 9. 衝鋒隊的意義和組織 10. 虛偽的聯邦主義 11. 宣傳和組織 12. 工會問題 13. 德國在大戰的聯盟政策 14. 東方政策 15. 緊急防衛權 |
| | |

## 主要观点

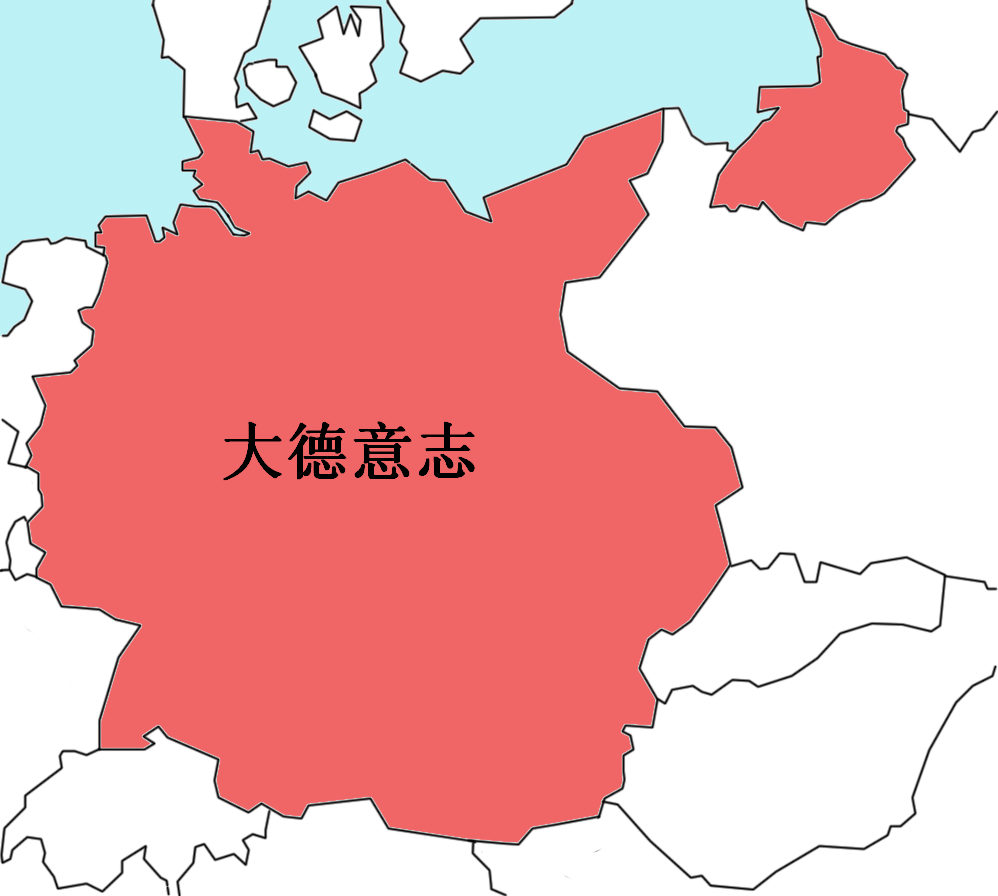
1939年时的大德意志帝國版图，已经将奥地利吞并

全书最为核心的思想有两点：德国与奥地利合并，以及反共、反犹太主义。在希特勒上台后，均依靠国家力量予以具体实施。
德意志地区最初为众多小的邦國，之后的神圣罗马帝国、德意志邦联也非常松散。直至1871年，铁血宰相奧托·馮·俾斯麥带领普鲁士王国统一了德国全境，值得注意的是奧匈帝國並沒有納入新成立的德意志帝国之中。在此之后，大德意志的思潮一直没有平息。第一次世界大战后，魏玛共和国（即德国）与奥地利共和国都表示支持德奥统一，由于协约国的阻止而未能完成。希特勒在书中指出，为了实现德国的强大，需要德国与奥地利合并，这种思想顺应了德国国内的民族统一主义思想。而德奥合并也在希特勒的主导下，于1938年实现。
希特勒以阴谋论的观点来看待犹太人，他在书中屡屡表现出对于犹太人的厌恶，以及对于高加索人种的赞扬。希特勒希望借此阐述他的种族主义思想，并压制马克思主义和社会民主主义在德国的发展。希特勒指出，犹太人其实是为布尔什维克和美国的资本市场服务，其目的是要侵占德国，最终统治全世界。他还对犹太人有一些其他的批评，比如指责他们传播性病。希特勒执政期间，有600万犹太人被屠杀。至于希特勒为什么仇视犹太人，除了书中所阐述的以外，还有众说纷纭的观点。
對於文化，希特勒在書中宣稱雅利安人種是文化創造者，日本人是文化傳達者（Kulturträger），猶太人則是文化破壞者；但卻認為日本文化只是虛有其表，文化基礎不過是雅利安人種創造出來的東西，身為強國的日本其地位也屬於雅利安人種。如果歐美衰亡，日本也將跟著衰退。
此外，书中也以不少篇幅描述了他的个人经历，以及纳粹党的一些早期历史。

## 发行情况

### 希特勒时期的德国
《我的奋斗》上册于1925年7月出版，下册于1926年12月出版，最初每册各印刷了1,000册；这种分开发行的版本直到1930年才消失。此书的出版获得了纳粹党的大量资助。自1928年后，出现了所谓的“大众版”，将上下册合并在一起，以12×18.9厘米的版式出版，与当时常见的《圣经》大小相同。自1930年起，“大众版”每册售价下调到8帝国马克。在1933年，盲文版出版。到1933年1月为止，“大众版”已经发行了近30万册。
1933年1月，希特勒出任德国总理，此书的发行量立即剧增。光是1933年3月至当年年底，就发行了超过150万册。1936年起，政府开始向每对新婚夫妇赠送《我的奋斗》，而不是原先的《圣经》。除了向党员分发以外，此书还成为每个“爱国家庭”的必备读物，甚至作为学校教材。为了不对利润丰厚的书籍发行产生影响，此书被命令禁止作为二手书出售。仅根据1943年的一张账单就显示向希特勒支付了550万帝国马克的酬劳。然而買書的國民大部份沒有全部讀完，也有為了表達對希特勒的忠誠、或確保在納粹黨內地位、或避免被蓋世太保追究而購書者。
在第二次世界大战结束时，发行量已达1,000万册。

### 希特勒时期在其他国家

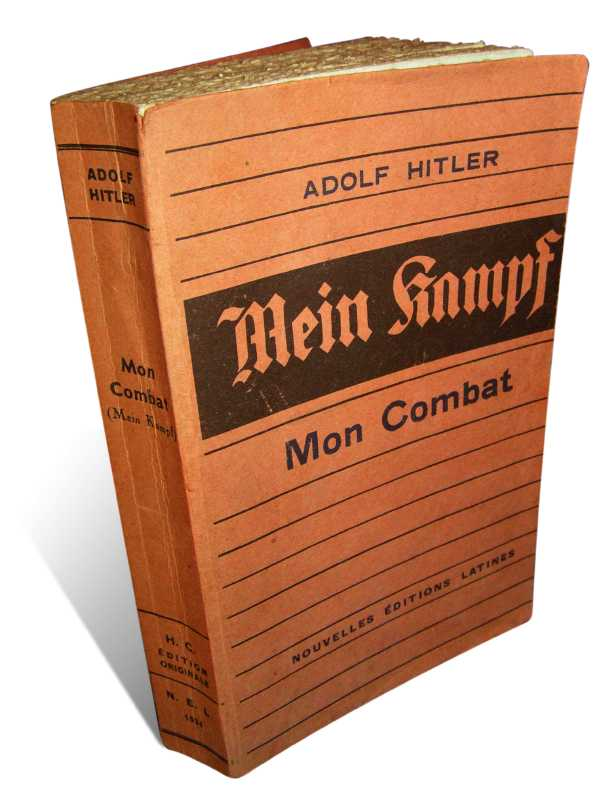
1934年出版的《我的奋斗》法语版本，未经官方授权。授权版本直至1939年才出现。

此书在当时许多国家都有出版，有法语、英语、西班牙语及很多其他语种的译本，对世界都有不小的影响。
Edgar Dugdale翻译的英文删减版，在1933时在英国售出了18,125册；到了1938年，此版本已经印至22版，当年销量53,738册。在德国官方发布翻译版之前，在一些国家已经出现了各自翻译的版本，一些语言最早出版时间如下：丹麦语（1934年）、瑞典语（1934年）、葡萄牙语（1934年）、保加利亚语（1934年）、西班牙语（1935年）、匈牙利语（1935年）、阿拉伯语（1936年）、捷克语（1936年）、法语（1934年）、挪威语（1941年）、芬兰语（1941年）、泰米尔语（1944年）。
此書中文版至少于1934年就已出现，由黎明书局出版；1936年，國立編譯館翻譯出版另一版（商務印書館印刷），两版都比英文删减版删去了更多内容。
日語版最早在内外社發行於1932年（坂井隆治譯）；因原文書中出現被認為針對日本文化輕視的觀點和其他侮蔑的內容，遭到當時《讀賣新聞》記者鈴木東民和文學批評家勝本清一郎的告發。日本海軍將領井上成美學過德語，看了原文的《我的奮鬥》，得知譯本省略掉的貶低日本的內容，認為納粹德國心眼太小，故此與米内光政和山本五十六一同反對三國同盟條約。戰前及戰後繼續出版的日語版本都刪除了爭議相關的內容。

### 二战后
在1948年，德国巴伐利亚州政府宣布没收希特勒的一切财产，包括《我的奋斗》一书的版权。根据德国法律，版权在作者死亡后70年才会解禁，因此德國政府於2015年前對所有未经许可的出版行为均視为非法；不过由于有美国出版商早在1930年代就购得了此书的美国版权，其在美国的发行一直是合法的。
尽管德国官方的严格控制，但是平均每隔六周，德国官方就会收到檢舉说在世界上某个地方又出现了新版的《我的奋斗》销售。事实上，这本书在许多国家都有出版：比如在土耳其，2004年就有15家出版社几乎同时出版了此书，2005年1月至3月的總销量估计超過10万本。《我的奮鬥》也是巴勒斯坦阿拉伯人中的暢銷書。
在一些国家，此书的出版受到控制：比如在捷克，有出版商因出版此书而被判有期徒刑3年。2005年起，在波兰出版此书也属于非法行为。《我的奋斗》在葡萄牙、瑞典、挪威、拉脱维亚、瑞士、匈牙利等国也被禁止出版。而在中国大陆，此书目前仅供研究相关学术问题的研究者查阅，普通民众无法购买、也无法借阅。
2013年4月，德国社民党发出提案；德国联邦议院在11日发表官方回应称，正在研究2015年以后是否禁止出版此书。根據德方安全部門的統計，境內已經有約2.5萬名右翼極端分子在活動，如果他們被允許出版了自己的版本的《我的奋斗》，對德國社會造成的後果將十分嚴重。
2016年1月8日，由于版权过期（在希特勒逝世70年后），使《我的奋斗》由「慕尼黑當代歷史研究所」在德国重新出版、上市销售，上市後兩個月內印刷了4000冊；为了不煽动民众，该版本增加了3,500多条批判性的注释，也刪去名字Adolf（書名為Hitler, Mein Kampf - eine kritische Edition，《希特勒，我的奋斗——一个批判性的版本》），总页数达2,000多页，几乎是原版的两倍厚度。該研究所所長安德里亞斯·維爾盛，向BBC表示新版本揭露了原著內容中的虛假言論和徹頭徹尾的謊言。